# World Pheasant Association
World Pheasant Association (WPA) is een internationale organisatie ter behoud van de hoendervogels (Galliformes). Naast de echte fazanten betreft het eveneens de hokko's, goeans, grootpoothoenders, ruigpoothoenders,
pauwen, parelhoenders, kwartels, patrijzen en frankolijnen.
In Nederland zijn het korhoen, de kwartel en de grijze patrijs van nature thuis. In België kwamen vroeger bovendien het hazelhoen en zelfs het auerhoen in het wild voor. De WPA richtte de European Conservation Breeding Group (ECBG) op
en is samen met BirdLife International en IUCN's Species Survival Committee een van de moederorganisaties van de Galliformes Specialist Group. IUCN vertrouwde de conservatie van alle hoenderachtigen wereldwijd, zowel in situ (in het wild) als ex situ (in beschermd milieu) toe aan de WPA. 

## Afdelingen
De WPA heeft haar hoofdkwartier in Newcastle, Verenigd Koninkrijk. Verder heeft de WPA afdelingen in meerder landen:
- WPA Austria
- WPA Benelux
- WPA China
- WPA France
- WPA Germany
- WPA India
- WPA Pakistan
- WPA Portugal
- WPA Thailand
- WPA UK